# Blond (Album)
Blond ist ein Musikalbum des österreichischen Liedermachers Rainhard Fendrich aus dem Jahre 1997. Es wurde von der Gedur Musikverlagsgesellschaft veröffentlicht. Es hielt sich im Jahr seiner Veröffentlichung sechs Wochen auf Platz 1.

## Titelliste
| #   | Titel                               | Länge |
| --- | ----------------------------------- | ----- |
| 1.  | Easy Rider                          | 5:03  |
| 2.  | Blond                               | 3:46  |
| 3.  | Paranoia                            | 4:11  |
| 4.  | I bin ned eifersüchtig              | 3:20  |
| 5.  | Jerusalem                           | 4:09  |
| 6.  | In Wien                             | 3:31  |
| 7.  | Der Drachen                         | 4:21  |
| 8.  | Lügen haben lange Beine             | 4:23  |
| 9.  | Du musst verrückt sein              | 3:48  |
| 10. | Jetzt und für immer                 | 3:49  |
| 11. | Rolf spielt Golf                    | 3:55  |
| 12. | Ich wünsche mir einen ander'n Engel | 3:31  |
| 13. | Für Dich                            | 3:46  |
| 14. | Falscher Freund                     | 4:14  |

## Lieder

### Single Blond
Die aus dem Album gleichnamige Single hielt sich 1997 sieben Wochen auf Platz 1 der österreichischen Charts. Das Lied handelt von der eigentlich attraktivgebauten Adele, die sich ihre brünetten Haare blond färben lässt, um endlich auffallend zu wirken und, weil Blondinen vieles leichter fällt. Im Refrain wird dieser Wunsch nach blonden Haaren übertrieben und größenwahnsinnig dargestellt.

„Sie wollte blond wie eine Semmel sein
Blond, blonder als der Sonnenschein
Blond, blond wie ein Weizenfeld
Weil Blondinen vieles leichter fällt

Blond wie eine Semmel sein
Blond, blonder als der Sonnenschein
Blond, blond wie ein Ballen Stroh
Denn Blondinen sagt man, machen Männer froh!“

Am Ende des Liedes fällt der Schwindel jedoch auf und Adele erkennt, wie dumm sie gewesen ist. Die erste (und fünfte) Zeile des Refrains nach der dritten Strophe lauten abweichend „(I bin nur) Blond, zu blond, um wahr zu sein“, wo die Haarfarbe doppeldeutig in der Bedeutung „dumm“ auftritt, was Adeles Einsicht unterstreicht.
Die Melodie des Liedes hat Ähnlichkeiten mit der des aus dem Jahre 1979 stammenden Songs Go West der amerikanischen Disco-Band Village People.

### Andere Lieder
Auch die anderen Lieder stellen inhaltlich thematisch etwas dar. So geht es im Lied Easy Rider um die Liebe zu Choppermotorrädern, im Lied Paranoia um eine starke Angststörung vor allem was draußen geschieht, oder im Lied Jerusalem über das Misstrauen gegenüber der christlichen, aber auch den anderen Religionen. Das elfte Lied des Albums, Rolf spielt Golf, stellt eine Art maskulinen Kontrast zu dem Lied Blond dar. Der Golfspieler Rolf meinte, er müsste sich beweisen und der beste der besten sein, um als Mann aufzufallen – ähnlich wie Adele glaubt, sie müsse strohblond sein, um als Frau auffallen zu müssen – doch letzten Endes scheitern beide an ihrem Übereifer.